# Afonso Bezerra (kommun)
Afonso Bezerra är en kommun i Brasilien.   Den ligger i delstaten Rio Grande do Norte, i den östra delen av landet, 1 700 km nordost om huvudstaden Brasília. Antalet invånare är 10 879.
Följande samhällen finns i Afonso Bezerra:
- Afonso Bezerra

Omgivningarna runt Afonso Bezerra är huvudsakligen savann. Runt Afonso Bezerra är det glesbefolkat, med 18 invånare per kvadratkilometer.